# نافورة تريتون
نافورة تريتون هي نافورة من القرن السابع عشر تقع في روما ،شيدها النحات الباروكي جان لورينزو برنيني. بتكليف من راعيه ، البابا أوربان الثامن ، تقع النافورة في ساحة بربريني ، بالقرب من مدخل قصر باربيريني.قاعدة النافورة عبارة عن 4 منحوتات للدلفين.